# Apotetamenus
Apotetamenus is een geslacht van rechtvleugeligen uit de familie Anostostomatidae. De wetenschappelijke naam van dit geslacht is voor het eerst geldig gepubliceerd in 1888 door Brunner von Wattenwyl.

## Soorten
Het geslacht Apotetamenus omvat de volgende soorten:
- Apotetamenus amazonae Brunner von Wattenwyl, 1888
- Apotetamenus clipeatus Brunner von Wattenwyl, 1888
- Apotetamenus politus Bruner, 1915